# Shanks
Shanks den rödhårige (ス 髪 の シ ャ ン Akagami no Shankusu) är en karaktär i animen och mangan One Piece. Shanks är kapten över de Rödhåriga Piraterna och en av de fyra kejsarna som styr den nya världen. Han var tidigare medlem i den legendariske Gol D. Rogers piratbesättning, vilken är den enda besättningen som lyckats segla på Storleden.
Shanks är mentor till huvudkaraktären Monkey D. Ruffy och det är även han som gav Monkey den karaktäristiska stråhatten.  
Shanks är den som inspirerade kapten Ruffy att bli pirat. Gummifrukten som Ruffy åt av misstag hittade Shanks och hans besättningsmedlem Lucky Roux. 

## Personlighet
Shanks är en respekterad, modig och avslappnad man som gillar att ta god tid på sig när han och hans besättning reser runt i världen. Trots det reagerar han ibland på ett sätt som inte är förväntat, vid tillfällen har han fått panik när saker har gått fel. Vilket är en egenskap som Buggy irriterar sig på. Ett annat personlighetsdrag är att han även är empatisk och leder sina besättningsmedlemmar med välvilja. Hans altruistiska sida gjorde att han inte tvivlade att försvara den unge Ruffy från havskungen trots att han förlorade armen. Trots det gillar han också att reta andra. Samt att han hyser agg mot Marshall D.Teach, vilket bland annat går att notera när Shanks pratade med Vitskägg om sina ansiktsärr.
Ett av Shanks favorittidsfördriv är att festa och dricka alkohol, vilket han och hans besättning ofta gör. 
När Shanks själv var yngre var han lik Ruffy.

## Förmågor
Inte mycket är känt om Shanks krafter och förmågor i detalj. Trots att han är den yngsta av de fyra kejsarna ligger Shanks på samma nivå som de mer erfarna Kaido, Charlotte Linlin och till och med Vitskägg, som fruktades som världens starkaste pirat. Medlemmar av den värsta generationen som Eustass Kid, Scratchmen Apoo och Basil Hawkins var tvungna att alliera sig med varandra för att ha en chans att störta Shanks.
Shanks största attribut var hans ledarskap och karisma. Efter att han lyckats förtjäna förtroendet och lojaliteten hos de mest begåvade och skickliga individerna från de fyra haven och Grand Line, alla kända för att ha särskilt höga bounties rekryterade han dem till sin besättning. De mest framträdande är hans officerare: Benn Beckman från Nordblå, Yasopp från Österblå och Lucky Roux från Söderblå. Detta gjorde Shanks besättning extremt välbalanserad och ogenomtränglig, vilket ledde till att de kunde strida mot den enorma militärmakten hos Charlotte Linlins "Big Mom"-Pirater, Kaido's Odjurs-Pirater och Edward Newgates Vitskägg-Pirater.
Shanks visade sig vara extremt skicklig inom infiltration och smygande, vilket visades när han framgångsrikt lyckades infiltrera marinbasen Mary Geoise genom att bara ha på sig en mantel, en anmärkningsvärd bedrift eftersom det var praktiskt taget omöjligt att komma in genom Mary Geoise utan att vara inbjuden eller förslavad. Han undvek också att bli upptäckt av de många vakter och marinsoldater som närvarade.
Shanks har enorm fysisk styrka eftersom han en gång var en rival till Mihawk, en mästerlig svärdman med enorm kraft som med lätthet kan övertrumfa Zoro när det gäller brutal kraft. Även med endast en arm kan Shanks använda enorm kraft till sitt svärdsmanskap. Han har visat sig enkelt kunna matcha Vitskägg, en gigantisk man som helt kunde övervinna jättar och en hel armé av kraftfulla och skickliga marinofficerare. Med sin fysiska styrka i kombination med tekniken Busoushoku Haki kunde Shanks försvara sig mot Akainus magma-näve som har en extremt destruktiv offensiv styrka, som kunde bränna kraftfulla fiender som Valhaj, Ace och Vitskägg.
Shanks är en av den mycket begränsade gruppen som kan använda alla tre typer av Haki. Till och med Vitskägg gav Shanks komplimanger för sin Haki när han använde den på sitt besök.

### Vapen
Shanks har bara setts hålla ett svärd i strid. I tillbakablickar i både animen och mangan syns det dock att han har haft två armar i vilka han höll svärd, tills han förlorade sin ena arm.

## Historia

### Shanks, medlem av det legendariska besättningen
För 30 år sedan, när Shanks var nio år gammal, ses han bland Roger Pirater tillsammans med Buggy. De ses läsa en tidning och gör obekväma uttryck när tidningarna fokuserade på Vitskägg-Piraternas handlingar. Han ses också med stråhatten som tidigare tillhörde Roger.
För 28 år sedan fick Roger en obotlig sjukdom och träffade en läkare vid namn Krokus. I samband med detta gjorde de Shanks till en del av besättningen.
Även om Shanks hade olika åsikter än Buggy, ses de två ofta tillsammans. Även Vitskägg påminner om att han såg Shanks med den "stora näsan" när han kämpade med Gol D. Roger.
För 26 år sedan kämpade Rogers Pirater mot en grupp marinsoldater och fick veta att Vitskäggs-Piraterna hade invaderat den andra sidan av ön. De två besättningarna kämpade i tre dagar och tre nätter innan striden så småningom förvandlades till ett utbyte av gåvor. Shanks och Buggy pratade om Teachs oförmåga att sova. Roger Piraterna fick senare sällskap av Oden Kozuki och hans familj, liksom Inuarashi och Nekomamushi. Vid ett tillfälle besökte besättningen Skypiea.
Efter Skypiea besökte besättningen Tequila Wolf, Water 7, Sabaody Archipelago och Fishman Island. De lämnade senare Odens familj, Nekomamushi och Inuarash på Wano Place. Efter att ha besökt Zou blev Buggy sjuk och Shanks bestämde sig för att stanna hos honom och åkte inte till Raftel med de andra.
Efter att Roger blev Piratkungen började besättningen i hemlighet att sönderdelas och medlemmarna lämnade en efter en.
För 24 år sedan var Shanks bland eskorterna under Rogers avrättning i Tjuvstaden. Han sågs gråta efter att hans tidigare kapten gick bort. Senare, på samma plats, började han planera sin piratkarriär. Han erbjöd Buggy att gå med i hans besättning men den senare vägrade att arbeta för honom och de två gick skilda vägar.

### Efter Rogers död
24 år före den här tiden hörde Shanks talas om en skicklig prickskytt vid namn Yasopp och ämnade rekrytera honom. Vid en tidpunkt i sitt liv träffade Shanks Marshall D. Teach. Vad som exakt hände är okänt, men Teach lämnade tre ärr i Shanks vänstra öga. Det exakta datumet för händelsen är ospecificerad. Det finns dock tecken på att dessa sår gjordes nära Rogers avrättningstid.
Shanks kämpade också ofta med Mihawk Falköga, och deras strider sades ha ekat genom hela Grand Line.
Flera år senare, efter att Shanks blivit kapten på sitt piratskepp, anlände de till en ödär de träffade en ung pojke vid namn Monkey D. Ruffy. Fängslad av pojken och njutande av atmosfären i Ruffys by, bestämde sig Shanks för att göra ön till bas för sin besättning under ett år. Ruffy ville mycket gärna gå med i Shanks besättning, men Shanks vägrade att låta honom ingå i hans besättning med motiveringen att han var för ung.
Flera år senare anlände Shanks tillsammans med sitt besättning på en annan ö där Mihawk visade honom en affisch där Ruffy efterlyses för 30 miljoner beliner.